# 평택안일초등학교
평택안일초등학교는 대한민국 경기도 평택시에 있는 공립 초등학교이다.

## 학교 연혁
- 2004년 12월 27일 평택안일초등학교 설립인가
- 2005년 3월 1일 초대 박도준 교장 취임
- 2005년 3월 1일 초등학교 12학급 편성 개교
- 2005년 3월 9일 평택안일초등학교 병설유치원 개원(1학급 편성)
- 2005년 10월 8일 개교식 축제 한마당
- 2006년 3월 16일 초등학교 28학급 편성
- 2007년 3월 1일 초등학교 35학급 편성
- 2007년 3월 1일 제2대 현양수 교장 취임
- 2008년 2월 15일 제3회 졸업식(졸업생 총 320명)
- 2008년 3월 1일 초등학교 39학급 편성
- 2009년 2월 15일 제4회 졸업식(졸업생 총 누계 491명)
- 2009년 3월 1일 초등학교 40학급 편성
- 2010년 2월 11일 제5회 졸업식(162명, 졸업생 총 누계 653명)
- 2010년 3월 1일 평택안일초등학교 42학급 편성
- 2010년 3월 1일 제3대 송성진 교장 취임
- 2011년 2월 16일 제6회 졸업식(183명, 졸업생 총 누계 836명)
- 2011년 3월 1일 평택안일초등학교 45학급 편성
- 2012년 2월 14일 제7회 졸업식(215명, 졸업생 총 누계 1051명)
- 2012년 3월 1일 제4대 김정순 교장 취임
- 2013년 2월 15일 제8회 졸업식(240명, 졸업생 총 누계 1291명)
- 2013년 3월 1일 초등학교 45학급 편성(병설유치원 1학급 편성)
- 2013년 3월 4일 1학년 신입생 입학식(222명 입학)